# Masters of Rock: Ramones
Masters of Rock: Ramones è una compilation della band punk Ramones pubblicata dalla EMI nel 2001.

## Tracce
Tutte le canzoni sono scritte dai Ramones eccetto ove indicato.
1. Pet Sematary - 3:30 (Dee Dee Ramone / Daniel Rey)
2. I Believe In Miracles - 3:20 (Dee Dee Ramone / Daniel Rey)
3. Poison Heart - 4:40 (Dee Dee Ramone / Daniel Rey)
4. All Screwed Up - 4-00 (Joey Ramone / A. Shernoff / Marky Ramone / D. Rey)
5. Censorshit - 3:13 (Joey Ramone)
6. The Job That Ate My Brain - 2:17 (Marky Ramone / Skinny Bones
7. Cabbies on Crack - 3:01 (Joey Ramone)
8. Strength To Endure - 2:59 (Dee Dee Ramone / Daniel Rey)
9. I Won't Let It Happen - 2:22 (Joey Ramone / A. Shernoff)
10. Substitute - 3:15 (Pete Townshend)
11. Crusher - 2:24 (Dee Dee Ramone / Daniel Rey)
12. Surf City - 2:27 (Brian Wilson / Jan Berry)
13. Blitzkrieg Bop (Live) - 1:36
14. Do You Remember Rock 'n' Roll Radio? (Live) - 3:00
15. Sheena Is a Punk Rocker (Live) - 1:46
16. Rock 'n' Roll High School (Live) - 1:51
17. Rockaway Beach (Live) - 1:31
18. Bonzo Goes To Bitburg (Live) - 2:51 (Dee Dee Ramone / Jean Beauvoir / Joey Ramone)
19. Wart Hog (Live) - 1:33 (Dee Dee Ramone / Johnny Ramone)
20. Merry Christmas (I Don't Want To Fight Tonight) - 2:06 (Joey Ramone)

## Formazione
- Joey Ramone - voce
- Johnny Ramone  - chitarra
- Dee Dee Ramone  - basso e voce
- Marky Ramone - batteria
- C.J. Ramone  - basso e voce